# 龍機傳承
《龍機傳承》為日本KSS公司於1996年最初於家用電腦PC-88、PC-98平台發行的戰略角色扮演遊戲，為《龍機傳承》系列的第一作。本遊戲於1997年以《龍機傳承Plus》名義移植到Windows，同年又以《龍機傳承～Dragoon～》名義移植到PlayStation。Windows中文版由富峰群資訊代理。

## 關聯作品

### OVA(原創動畫錄影帶)
1997年製作成OVA共三卷，沒有結局，有不少美少女全裸殺必死鏡頭。英語配音版由ADV Films發行。中都卡通台曾在夜間時段播出原音版。
1. Legend1 「出發（出発 ～たびだち～）」 (1997年7月25日)
2. Legend2 「策謀（策謀 ～わな～）」 (1997年9月26日)
3. Legend3 「曉光（暁光 ～きぼう～）」 (1997年11月28日)

### 動畫主要製作人員
- 監督・分鏡・演出 - 前島健一
- 劇本統籌 - 小出一巳
- 腳本 - 出崎遠太
- 人物設計 - 高田詩乃
- 機械設計 - 西村聡
- 作畫監督 - 永田正美
- 美術監督 - 西倉力
- 色彩設定 - 村上芳枝
- 攝影監督 - 小澤次雄
- 編輯 - 寺内聡
- 音樂 - 山本はるきち、樋口秀樹
- 音響監督 - 高桑一
- 音響製作 - 飯塚康一
- 製作人 - 岩川広司、蛯名雅人
- 生產製造商 - 松崎義之
- 動畫製作 - Magic Bus
- 製作 - KSS

### 主題歌
「最初の勇気」
作詞 - 佐藤ありす / 作曲 - 荒瀨由美子 / 編曲 - 關根安里 / 主唱 - 今井由香

## 人物介紹
| 角色                                               | 配音員       | 介紹 |
| 司迪．加利巴 セディー・キャリバー                  | 石田彰       | 本作男主角，自小與父親學習劍術，並勤奮練習，希望能和父親一樣出色。 為了保護蜜羽，立下誓言，並與蜜羽離開家鄉旅行，尋找蜜羽失去的記憶。 |
| 蜜羽 ミュウ                                        | 國府田麻理子 | 本作女主角，身分不明的女孩，失去記憶，被帝國追緝中。 到達加爾巴德帝國時，因為回憶一次湧上而顯得痛苦。在飛空艇上與司迪一行人失聯。 發動龍機神時，不可缺少的存在。在原作最後與司迪結婚，在OVA有最多全裸鏡頭。                                                                              |
| 咪莉．加利巴 ミリイ・キャリバー                    | 宮村優子     | 司迪的妹妹，容易吃醋，偷偷跟著司迪和蜜羽出來旅行。 在港町布伊德將追兵攔下，幫助司迪一行人離開雷姆里亞大陸，於港口與司迪揮手道別。 再次見面，已隔數年，長大後的咪莉也與司迪一同踏上旅程。                                                                                                 |
| 莉莉斯 リリス・マクギーニ                          | 今井由香     | 紅髮的女魔法師，用賭博騙取金錢。使用火焰魔法。 家鄉生產魔法石。因為帝國想搶奪魔法石製造新的動力來源，家園被黑衣戰士巴修毀滅。正在尋找巴修的下落。 在OVA裹浴巾出浴時被司迪質疑詐賭，笑著掀掉浴巾，全裸站在司迪面前。                                                                      |
| 雷恩．齊普斯／雷恩．D．菲爾德 レイン・フェアルード | 關俊彥       | 與咪莉在酒館門口相撞而遇上主角一行人，其身分是菲爾德國的王子及儲君。21歲。 於菲爾德的地牢中拯救主角一行人，並帶離他們逃離城外，其後加入主角方。使用的武器為長槍。 |
| 巴布雷特 バブレート・ジェシル                      | 園崎未惠     | 莉莉絲的夥伴，因緣際會幫助了莉莉絲後成了好朋友。 |
| 狄恩・白倫斯 ディン・バイアランス                  | 遠近孝一     | 26歲的大叔，職業是傭兵，聽聞加爾巴德正在徵求各路人才，因而前來。 與主角都是要前往加爾巴德王城內，撞見主角們被士兵擋住而出手相救，因而成為夥伴。 使用武器為火槍。 |
| 希芭雅 シルバーニャ・バルファルド                  | 星野千寿子   | 森林中突然出現，皮膚黝黑的女獵人。 原本為瑪那村中獻祭給青眼龍的活人供品，由於蜜羽和莉莉斯在湖中沐浴時誤被青眼龍帶走， 便自行前往村莊北方，通往湖底的洞窟，試圖尋回兩人，後來被司迪一行人追上，便一塊同行。 使用的武器為弓箭。                                                            |
| 傑諾亞 ジェノア・カレジナル                        | 保志總一朗   | 研究員，正在為教授尋找魔法石，坐於城中的噴泉旁苦惱時，初次與主角一行人見面。 後來為幫助主角一行人趕路，便為運輸機的駕駛人員，與主角一同行動。 |
| 丘伊 キュイ                                        | 中川亞紀子   | 居住在瑪那村北邊洞窟中，青龍神殿的小男孩。 因為母親不久前過世，想要找人撒嬌，於是欺騙瑪那村的村民，讓他們以為青眼龍居住在艾恩胡倫湖畔內， 在被司迪一行人擊敗後，提到一顆噴火的巨樹飛到天上，試圖燒毀大地。                                                                               |
| 瑪兒 マール                                        | 柳原美和     | 初次與主角一行人相遇時，瑪兒正被巨大的行李困住無法移動。 詳細瞭解過後才知道，瑪兒被上一批冒險者給拋棄了。 因為主角們的幫助，願意為主角一行人背負行李並且同行。 |
| 布丁 プティル                                      | 柳原美和     | 有著長耳與翅膀的白色魔獸，叫聲近似於貓。 與族群失散後，被船上的神秘老人所收養，並交付於蜜羽。成為主角一行人的夥伴。 |
| 蓋特・格蘭帕司 ゲイト・グランパス                  | 村瀨喜一郎   | 出身於拉法爾王國的年輕騎士，也是第一任首相。 因為『黃昏週末』發生之後，捨棄騎士團的稱號，並且獨自進行重建工作，引導出民眾的愛國心，年僅二十多歲就得到國民尊敬與景仰的優秀領導者。兩年前無聲無息的消失。 再次相遇時，主角一行人才得知，當初將布丁交付予蜜羽的那位老人，就是拉法爾的首相。 |
| 桀達．加爾巴德 ジェダイ                            | 保志總一朗   | 加爾巴德的現任國王。 為了要為父親報仇而採用了馬爾休的建言，成立了機甲兵團，意圖攻擊拉法爾王國。 |
| 巴修 バシュア・グレアガルバ                        | 室園丈裕     | 黑衣狂戰士／騎士。 曾獨力毀滅數個小國與城鎮，曾被雷蒙擊退，右眼負傷。 以操縱自如的劍與魔法，暗中行動。 |
| 馬爾休．機鬼 マーシュ・ギアハザード                | 伊藤健太郎   | 一手創造出加爾巴德王國的機甲兵團的謀士，全心全意為了王國和桀達籌劃著一切。 |
| 藍得．加伯亞德 ランドール・ガプルアード            | 柳澤榮治     | 菲爾德王國的首相，情報相當靈通，推動國際貿易，促進菲爾德王國的繁榮。 與帝國私下竄通，並追查著蜜羽的下落。與主角一行人相遇後設下酒宴迷昏，並關到牢房之中。被主角一行人逃離後，仍然持續緊追不捨。                                                                                          |
| 加布里耶 ガブリエル                                | 村瀨喜一郎   | 能與蜜羽心靈相通的博士。 |
| 加蒙 ガモン                                        | 柳澤榮治     | 擅長使用御心術的操獸師。 利用亞克南德對米蓮的愛戀，對他下達暗示，使亞克南德將好友卡修．雷比那推落海中，並謊稱為意外身亡。 事實被揭穿後便將亞克南德變為魔獸，攻擊主角一行人失敗後隨即逃逸。                                                                                               |
| 邦迪 ベンディ                                      | 堀川仁       | 傑諾亞的指導教授。 |
| 基克豪特 ジークハルト                              | 堀川仁       | 帝國軍的劍客右使。 對自己的劍法充滿自信，認為自己就是一個劊子手，手中的劍就是為了殺人存在。 |
| 杜芙特 ドゥフト                                    | 松下美由紀   | 帝國軍的魔法左使，身材極佳。對小男孩有興趣。 與梅爾曾有一段淵源。 |
| 梅爾•星莎 メル・スターダスト                       | 梶村泰子     | 天地之塔的星塵使。同時也是眾星之神・索菲蓮娜。 |
| 阿爾法 アルファ                                    | 梶村泰子     | 受到馬爾休救助治療的神祕少女，被控制身心，為馬爾休效力，與主角發生戰鬥。 |
| 蒂絲拉 テセラ                                      | 梶村泰子     | 主角的母親。 |
| 瑪麗亞 マリア                                      | 島涼香       | 獨自居住在雷姆里亞大陸南方，一棟海邊的房子中的女子，房子的地下常會傳來奇怪的聲音。 母親在她懂事之前就已經過世了。父親被一位白髮男人帶走之後下落不明。 其父親曾說道：『瑪麗亞和蜜羽像極了』。                                                                                             |

## 其他人物
雷蒙．加利巴
主角的父親，曾任拉法爾王國的王宮騎士團團長，曾擊退巴修，因為與巴修戰後而長年臥病在床。
艾司托利亞大陸人，目前居住於雷姆里亞大陸北方的諾斯頓村。
凱文．Ｋ．菲爾德國王
菲爾德第17代國王。

## 地域

### 雷姆里亞大陸
北方的大陸，因為寒季時間很長而被稱為『冬之國』。
諾斯頓村
雷姆里亞大陸北方的雪村，主角的故鄉。
菲爾德王國
遭受到加爾巴得10年前發起的『黃昏週末』侵略戰爭過後，放棄了權力，將國家由王政轉型為民主政治。

### 艾司托利亞大陸
東方的大陸，因為自然景色豐富而被稱為『風之國』。
諾貝雷港
大陸北方的港口
瑪那村
流傳著青眼龍傳說的村莊。
人類原是以星星之神索達菲娜的力量，由星星轉為人類降生於大地，人類得到自由後變得貪婪，世界便分為企圖支配與抗拒的兩派，產生了戰火，星星之神於是將最藍，最大的星星降到地面，轉化為青眼龍，迷惑了人類，不由分說得便燒死了那些人類，火勢持續到第四天早上才熄滅，湖便油然而生。
拉法爾國
於『黃昏週末』的侵略戰爭中，派出騎士團解救同盟的菲爾德王國，並於戰勝後對發動戰爭的加爾巴得王國進行孤立。
18歲的碧妮亞女王即將登基之際，國境附近的迦納大吊橋無故斷毀，派遣多次軍隊視察均未得回音，因此派出主角一行人去查探。
海萊得
工業都市，因為礦物資源豐富，鋼鐵的產量極多，有著許多以金屬製造各式工具的工場。

### 艾山卓拉大陸
南方的大陸，因為礦產豐富而被稱為『地之國』。
加爾巴得帝國
發動過目的為擴大領土的侵略戰爭之軍事帝國，戰敗後被拉法爾國解除武裝而孤立。並被封鎖往艾山卓拉的海路。

## 游戏中的科技
龍機神
極具毀滅性的武器。
龍騎兵
使用火藥當武器的騎士團，曾有數個國家組織過，因不會操作最重要的火藥武器，而流於傳說。
昇陽號
往來於雷姆里亞大陸與艾司托利亞大陸的中型旅客運輸船，排水量1880噸，最大航行速度8節。
飛空艇
帝國的飛行工具，以魔法石為動力操作。
魔法石
儲存大氣中魔力的特殊礦石，為遊戲內的科技能源。

## 外部連結
- 龍機傳承在動畫新聞網百科全書中的資料（英文）